# Лакадена, Альфонсо
Альфо́нсо Лакаде́на Гарси́а-Га́льо (21 августа 1964, Сарагоса — 9 февраля 2018, Мадрид) — известный исследователь цивилизации майя, специалист по месоамериканским письменностям (иероглифы майя, ацтекская письменность), внесший существенный вклад в расшифровку их текстов, профессор Университета Комплутенсе.

## Биография
Родился в Сарагосе. В ходе своей научной карьеры профессор Альфонсо Лакадена изучал письменные источники Месоамерики, письменность майя и ацтеков (а также их языки) и занимался сравнительным месоамериканским литературоведением. Автор многочисленных монографий на эти темы. Доктор исторических наук, был удостоен Специальной докторской премии (за 1994—1995 учебный год) факультета географии и истории Университета Комплутенсе в Мадриде за свою диссертацию о надписях майя 13 октября 2011 года, Музей археологии и этнологии Пибоди Гарвардского Университета удостоил его Премии имени Татьяны Проскуряковой за свой вклад в расшифровку письменности майя и ацтеков.
Профессор Лакадена работал с народностью чорти на востоке Гватемалы, недалеко от границы с Гондурасом. Проводил раскопки в руинах Мачакила (Matxakila) в джунглях Петена. Изучал иероглифические тексты памятника Эк-Балам, примерно в 50 километрах от Чичен-Ицы. Кроме того, вёл многочисленные курсы по эпиграфике в автономном Университете Мадрида, в Автономном Университете Юкатан и в Национальный Автономный Университет Мексики.
Женат, был отцом двух детей. Умер в 2018 году.

## Сочинения

### Автор книг
- 1995: Evolución formal de las grafías escriturarias mayas: Implicaciones históricas y culturales. Tesis doctoral. Dirigida por Emma Sánchez Montañés (dir. tes.). Universidad Complutense de Madrid (1995).
- 2002: Evolución formal de las grafías escriturarias mayas: implicaciones históricas y culturales. Universidad Complutense. ISBN 84-8466-076-1

### Книги, написанные с соавторами
- 1998: Anatomía de una civilización: aproximaciones interdisciplinarias a la cultura maya. Coordinado por: Andrés Ciudad Ruiz, María Yolanda Fernández Marquínez, José Miguel García Campillo, María Josefa Iglesias Ponce de León, Alfonso Lacadena García Gallo, Luis Tomás Sanz Castro. Sociedad Española de Estudios Mayas. ISBN 84-923545-0-X
- 2007: «Stimmen aus Stein, Stimmen aus Papier: Die Hieroglyphenschrift der Maya». En Maya. Könige aus dem Regenwald. Ines de Castro, ed., pp. 78-91. Verlag Gebrüder Gerstenberg, Hildesheim.
- 2009: Migraciones y llegadas: mito, historia y propaganda en los relatos mayas prehispánicos en las tierras bajas. En colaboración con Andrés Ciudad Ruiz en Diásporas, migraciones y exilios en el mundo maya, coord. por Mario Humberto Ruz, Joan García Targa, Andrés Ciudad Ruiz, 2009, ISBN 978-607-02-0612-2, págs. 57-78.
- 2009. «Apuntes para un estudio de literatura maya antigua». En Text and Context: Yucatec Maya Literature in a Diachronic Perspective/ Texto y Contexto: La Literatura Maya Yucateca en Perspectiva Diacrónica. Antje Gunsenheimer, Tsubasa Okoshi y John F. Chuchiak, eds., pp. 31-52. BAS (Bonner Amerkanistische Studien), Shaker Verlag Aachen, Bonn.
- 2010. «Rituales en una sociedad „sin“ reyes: el caso de Río Bec y del edificio A (5N2) en particular». En El ritual en el mundo Maya: de lo privado a lo público (A. Ciudad, M.J. Iglesias y M. Sorroche, eds.), pp. 153—180, Publicaciones de la SEEM nº 9, Sociedad Española de Estudios Mayas, Grupo de Investigación Andalucía-América: Patrimonio Cultural y Relaciones Artísticas, CEPHCIS-UNAM.
- 2011. «Mayan Hieroglyphic Texts as Linguistic Sources». En New Perspectives in Mayan Linguistics. Heriberto Avelino coord., pp. 343—373, Cambridge Scholars Publishing, Newcastle.
- 2011. «La identificación de unidades socio-administrativas en las ciudades mayas clásicas: El caso de Tikal al Petén, Guatemala». En Los investigadores de la Cultura Maya 2009, tomo I, con Jesús Adánez, Andrés Ciudad y María Josefa Iglesiaspp. 1-20, Universidad Autónoma de Campeche y Secretaría de Educación Pública.

### Статьи
- 1997: «Afrontar la escasez: el estudio de la América prehispánica». Anales del Museo de América, nº5, 1997, pp.7-16.
- 2007. «El Mural del Cuarto 22 de Ek’ Balam, Yucatán, México: ritual y profecía de Año Nuevo en el periodo Clásico Maya». Mayab 19, pp. 107—121.
- 2008. «Regional Scribal Traditions: Methodological Implications for the Decipherment of Nahuatl Writing». The PARI Journal, Volume VIII, No. 4, Spring 2008, pp. 1-22.
- 2008. «El título lakam: evidencia epigráfica sobre la organización interna tributaria y militar de los reinos mayas del Periodo Clásico». Mayab N. 20, pp. 23-43.
- 2011. «Historia y ritual dinásticos en Machaquilá, Petén, Guatemala». Revista Española de Antropología Americana, Vol. 41, Nº1, pp. 205—240.